# نگمچن (استان پودلاسکی)
نگمچن (به لاتین: Niemczyn) یک روستا در لهستان است که در گمینا چارنا بیاووستوتسکا واقع شده‌است.